# El Cairo (Valle del Cauca)
El Cairo es un municipio de Colombia situado en el departamento de Valle del Cauca. Según el censo de 2018, tiene una población de 6845 habitantes.
Fue fundado en 1919 a orillas del río Las Vueltas, cuando los colonos Pedro Arango, Antonio Carmona, Rafael Velásquez y Ramón Marulanda se instalaron en la región. La ordenanza Nº 045 de 1947 lo elevó a la categoría de municipio.

## Historia
La zona fue habitada temporalmente, en épocas lejanas, por comunidades indígenas de diversas procedencias, entre ellas las pertenecientes a las tribus de los Quimbaya.
La actual ocupación del territorio cairense se inició en 1899 con la llegada de colonos provenientes de Antioquia y el Viejo Caldas, desplazados por la Guerra de los Mil Días y atraídos en un principio por la existencia de tumbas precolombinas con piezas valiosas en oro, y posteriormente por la abundancia de madera y suelos fértiles apropiados para la producción de café.

## Geografía
La topografía del municipio es totalmente montañosa. Ocupa un área de 283 km², predominantemente rural (99%). La cabecera municipal ocupa solo el 1% de todo el territorio. Está situado a una elevación media de 1850 metros sobre el nivel del mar.
En su mayoría montañosa y con relieve correspondiente a la Cordillera Occidental (Colombia), se destacan como accidentes los altos de Galápagos, La Cruz y Morrón, y las cuchillas Camellones, El Espinazo, La Carbonera y La Miranda. Sus tierras se distribuyen entre pisos térmicos medios y fríos. 
Limita por el norte y el occidente con el departamento del Chocó; por el oriente con los municipios de Ansermanuevo, Argelia y El Águila, y por el sur con el municipio de Versalles (Valle del Cauca).

## Economía
Sobresalen los cultivos de café, plátano, caña, yuca, frijoles, tomate, aguacate, mora, lulo, granadillas y hortalizas.

## Sitios de interés y eventos
Su mayor atractivo turístico es su Bosque Natural de Las Amarillas, en la Serranía del Paraguas.
En el sector urbano se conserva la típica arquitectura colonial española.
Se celebran fiestas importantes como:
- Las fiestas del Retorno, entre los meses de junio y julio
- Las Fiestas de la Semana Cívica
- Fiestas de Cultura por la Paz
- Fiesta de los Cachacos, todos los 28 de diciembre
- Día del Campesino
- Festival Montañeros en los Paraguas